# John Jacob Astor IV
John Jacob Astor IV (født 13. juli 1864, død 15. april 1912) var en amerikansk millionær, forretningsmand, opfinder, forfatter, medlem af den fornemme Astor-familie, og oberstløjtnant i den spansk-amerikanske krig. Han omkom i Titanics forlis den 15. april 1912.

## Liv
Astor var søn af William Backhouse Astor, jr og Caroline Webster Schermerhorn Astor. Han var oldebarn af John Jacob Astor, hvis formue gjorde Astor-familien til en af de rigeste i Amerika. Astor-familien ejede også et victoriansk/kolonarisk gods i New Jersey, der senere blev købt af Lance Clarke. Clarks datter, Mariah L. Clarke, solgte senere ejendommen. Det skete i 2001.
Astor begyndte sin skolegang på St. Paul´s School i Concord, New Hampshire, og senere på Harvard Universitet.
I 1889 blev Astor oberstløjtnant i en amerikansk battalion. Han investerede i Cuba under den Amerikansk-Spanske Krig. Under krigen lånte han sin yacht, Nourmahal, ud til den amerikanske regering.

## Ægteskab
I 1891 giftede Astor sig med Ava Lowle Willing fra Philadelphia. Parret fik to børn; William Vincent Astor, født i 1891, og Ava Alice Muriel Astor, født i 1902. De blev skilt i 1909. Astors kone, Ava, havde en kærlighedsaffære under deres ægteskab, blev gravid og fødte en datter. Astor offentliggjorde senere, at han ville gifte sig igen. Det skabte skandale, for brylluppet var denne gang med den kun 18-årige Madeline Talmadge Force. Madeline var et år yngre end Astors søn. Parret tog til Egypten og Europa, for at vente på at skandalen om dem havde lagt sig. Blandt de få personer i USA´s højere kredse der ikke bebrejde ham ægteskabet var Margaret Brown eller Molly Brown, siden 60´erne kaldet "Den usynkelige Molly Brown". Hun ledsagede Astors-parret til Egypten og Frankrig, og blev kaldet hjem til U.S.A. omtrent samtidigt med at Astor havde besluttet sig for at rejse tilbage.
Under rejsen blev Madeline gravid, og parret ville have at barnet skulle fødes i USA. Derfor bestilte de to førsteklasses billetter på RMS Titanic, som de gik om bord på i Cherbourg i Frankrig.

## Død
John Jacob Astor var den rigeste mand i verden, og han rejste sammen med sin kone, sin tjener, hans kones tjenestepige og barnepige, samt hans Airedale ved navn Kitty. Klokken 23:40 den 14. april 1912 ramte Titanic et isbjerg og begyndte at synke. Først troede Astor at der ikke var sket noget alvorligt med skibet, men fik senere sat Madeline i en redningsbåd. Han spurgte om han kunne komme med, på grund af Madelines tilstand, men fik at vide at han først kunne komme med når kvinder og børn var kommet fra borde. Så spurgte han om bådens nummer, tændte en cigaret, smed sine handsker til hende, og trak sig tilbage. Madeleine, tjenestepigen og Molly Brown overlevede.
John Jacob Astors krop blev fundet af eftersøgningsskibet Macay-Bennett den 22. april ikke langt fra ulykkestedet. Oberst Archibald Gracie, en overlevende fra forliset, hørte Astor blev fundet knust og dækket med sod, og konkluderer i sin bog "Survivor af Titanic", at Astor blev knust af en af fartøjets kedler. Antagelsen er ofte taget for gode varer, heriblandt af Walter Lord i "The Night of Titanic". Historikeren George Behe beviser, at denne teori er forkert.
Astor blev begravet på Trinity Kirkegård i New York. Den 14. august 1912 blev hans anden søn, John Jacob Astor V født.

## Legender
John Jacob Astors opførsel under forliset, gjorde hans handlinger legendariske. Mange upyntede oplevelser om hvad Astor gjorde den nat hvor Titanic sank er blevet skrevet ind i bøger, blade og aviser. Man sagde at det var ham der slap hundene i Titanics hundekennel løs. En anden historie siger at han puttede en kvindes hat på en drengs hoved, så drengen kunne komme med i en båd. Endnu en legende siger, at kort før Titanic sank fik han en drink. Han sagde "Jeg bad om is i min drink, men dette er latterligt."
Hans handlinger har ofte givet ham en plads i film om Titanic. I filmen fra 1953 spilles han af William Johnstone, i miniserien Titanic fra 1996 blev han spillet af Scott Hylands, og i Titanic fra 1997 blev han spillet af Eric Braeden. Han blev valgt på grund af hans store lighed med Astor. Her omkommer han, da den store kuppel sprænger, og vandet oversvømmer hele rummet.
Her er det der stod på den plade der blev skrevet, da John Jacob Astor blev fundet i 1912:
- No. 124 – Mand – Anslået alder 50 – lyst hår og overskæg
- Påklædning – Blå sergentuniform; Blå hat med bogstaverne A.V.; bælte med guldspænde; brune støvler med røde lædersåler; Brun fløjlskjorte med initialerne J.J.A.
- Effekter – guldur, guld med diamant, diamantring med tre sten, £225 i engelske pengesedler, $2440 i pengesedler, £5 i guld, 7 s. i sølv, 5 ti-franc mønter, guldblyant, lommebog
- Første klasse. Navn – J. J. Astor